# Drac de ferro forjat
El Drac de ferro forjat és una obra de ferro forjat del municipi de Mataró (Maresme) inclosa en l'Inventari del Patrimoni Arquitectònic de Catalunya.

## Descripció
És un drac de ferro forjat que, tot i ésser un element decoratiu, fa de reclam a la ferreteria del número 300 del Camí Ral. Com la reixa de l'immoble del carrer Lepant 80, el treball de la forja del ferro, ja a principis del segle xx, ha ultrapassat la funció tècnica i mecànica per a incorporar-se tant a l'art decoratiu com a l'art per amb fins comercials. Malgrat tot, l'escultura inventariada no trenca amb la temàtica usual en l'art del ferro forjat de finals del XIX i principis del XX -dracs, monstres, elements naturals...-.